# Żelazne płuco

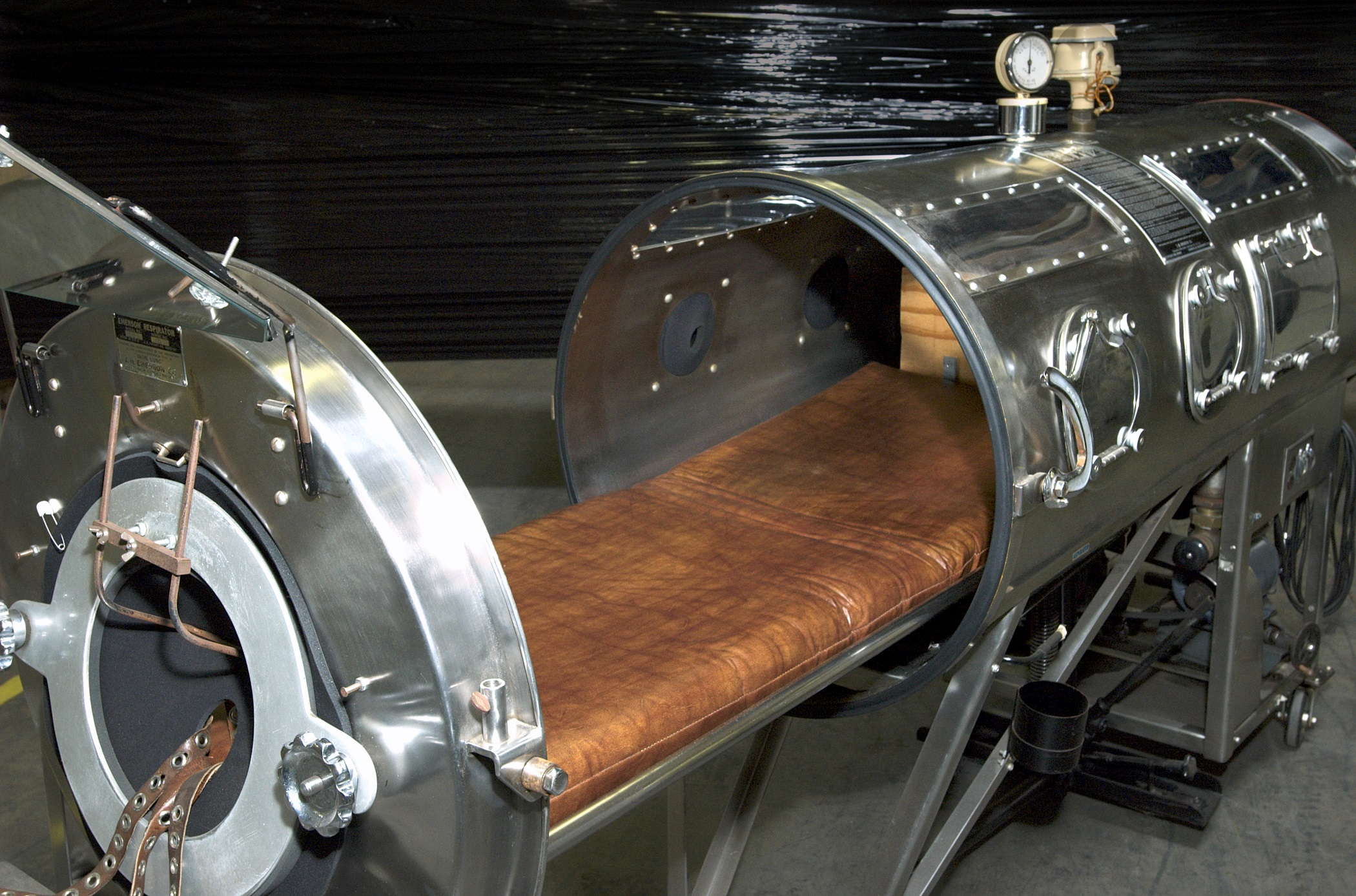
Żelazne płuco Emersona. Pacjent leży wewnątrz komory, która po uszczelnieniu zapewnia zmiany ciśnienia powietrza. Urządzenie zostało podarowane Muzeum Centrum Zwalczania i Zapobiegania Chorobom w Atlancie Centers for Disease Control and Prevention przez rodzinę chorego na polio Bartona Heberta z Covington w Luizjanie, który używał go od końca lat 50., aż do swojej śmierci w 2003 roku.

Żelazne płuco – urządzenie umożliwiające oddychanie w sytuacji gdy mięśnie oddechowe są niewydolne. Żelazne płuco jest rodzajem respiratora. Formalna nazwa tego urządzenia to „respirator generujący podciśnienie”.

## Fizjologia i mechanizm działania
Ludzie podobnie jak wiele innych organizmów żywych oddychają dzięki podciśnieniu generowanemu w klatce piersiowej. W trakcie wdechu dochodzi do skurczu głównego mięśnia oddechowego jakim jest przepona co powoduje jej obniżenie. Dodatkowo klatka piersiowa może być (np. w trakcie wysiłku) rozciągana przez wdechowe mięśnie oddechowe. Powoduje to zwiększenie pojemności klatki piersiowej, a tym samym spadek (w stosunku do otoczenia) ciśnienia w jej wnętrzu, co prowadzi do przepływu powietrza do płuc - następuje wdech. Wydech jest realizowany zazwyczaj biernie, gdy rozluźnieniu ulega przepona, a siły elastancji klatki piersiowej prowadzą do zmniejszenia jej objętości i wypchnięcia powietrza na zewnątrz. W wydechu mogą brać udział wydechowe mięśnie oddechowe. Uszkodzenie lub osłabienie mięśni oddechowych, jak również zaburzenia w kontroli nerwowej nad oddychaniem prowadzi do duszności lub niewydolności oddechowej.

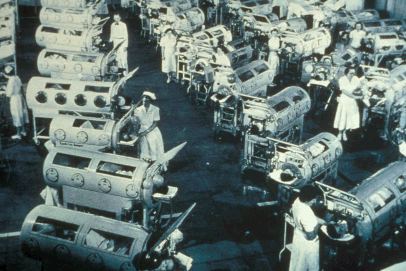
Oddział żelaznych płuc z umieszczonymi w środku chorymi na polio. Rancho Los Amigos Hospital, Kalifornia (1953)

Osoba korzystająca z żelaznego płuca jest umieszczana wewnątrz cylindra wykonanego ze stali lub innych materiałów. Koniec cylindra zamknięty jest drzwiami, w których znajduje się otwór na głowę i szyję. Wokół drzwi i szyi umieszczone są uszczelki uniemożliwiające przepływ powietrza. Powstaje w ten sposób oddzielona szczelna przestrzeń, w której można zmieniać ciśnienie podczas gdy drogi oddechowe pacjenta kontaktują się z otoczeniem. Gdy wewnątrz cylindra na skutek działania pompy zostaje obniżone ciśnienie klatka piersiowa pacjenta rozciąga się i następuje wdech. Gdy ciśnienie rośnie następuje wydech. W ten sposób naśladowany jest fizjologiczny mechanizm wymiany gazowej: okresowe zmiany ciśnienia wewnątrz klatki piersiowej powodują przepływ powietrza do i z płuc. Żelazne płuco jest respiratorem zapewniającym wentylację nieinwazyjną.

## Historia

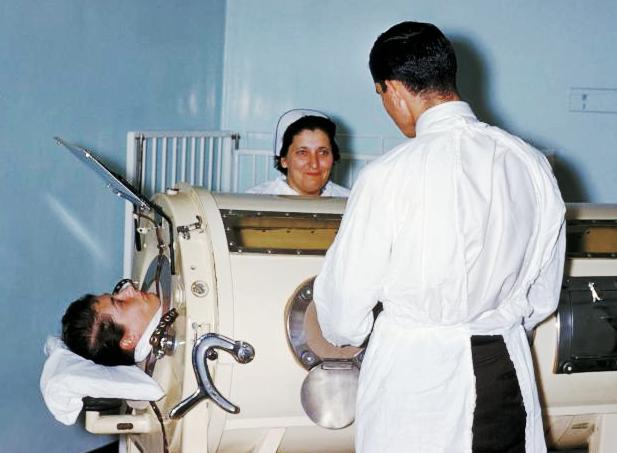
Żelazne płuco w użyciu (1960)

Pierwsze żelazne płuco zostało opracowane przez Phillipa Drinkera i Louisa Shaw, którzy w ramach Instytutu Rockefellera zajmowali się rozwojem aparatury resuscytacyjnej. Urządzenie zostało po raz pierwszy użyte u człowieka 12 października 1928 roku w Children’s Hospital w Bostonie. Nieprzytomna dziewczynka umieszczona w żelaznym płucu odzyskała przytomność po mniej niż minucie. Ten spektakularny sukces spowodował ogólnoświatową akceptację wynalazku. Powszechne użycie żelaznych płuc to lata 50. i 60. XX wieku, kiedy ofiary polio dotknięte porażeniem mięśni (w tym przepony) były z powodu zaburzeń oddychania umieszczane w tych urządzeniach celem ratowania życia. Seryjna produkcja została podjęta przez bostońskiego przedsiębiorcę Warrena E. Collinsa w roku 1928.
Ogromny rozwój zastosowania żelaznych płuc w połowie XX wieku spowodował wzrost zainteresowania innymi technikami wentylacji. W 1952 roku w Danii wybuchła epidemia polio. Szpitale w tym kraju posiadały jedynie 7 żelaznych płuc. Ponieważ liczba pacjentów z niewydolnością oddechową wymagających wentylacji znacznie przekraczała liczbę dostępnych żelaznych płuc, w szpitalu Blegdams w Kopenhadze zastosowano worki samorozprężalne obsługiwane przez studentów medycyny. Sukces tej terapii spowodował wzrost zainteresowania budową respiratorów generujących ciśnienie dodatnie.

## Zastosowanie współczesne
Respiratory generujące nadciśnienie stanowią obecnie zdecydowaną większość używanych na świecie urządzeń do sztucznej wentylacji, a żelazne płuca to margines współczesnej terapii wentylacyjnej. Większość pacjentów korzysta z respiratorów generujących nadciśnienie. Są skuteczniejsze i umożliwiają zarówno lepszą opiekę nad pacjentem jak i jego łatwiejsze przemieszczanie. Respiratory generujące podciśnienie działają w sposób bardziej zbliżony do fizjologicznego oddychania i nie powodują negatywnych skutków jak te generujące nadciśnienie. Żelazne płuca mogą znaleźć zastosowanie w pewnych rzadkich schorzeniach takich jak klątwa Ondyny.
W lipcu 1931 roku amerykański wynalazca John Haven "Jack" Emerson przedstawił cichszą, lżejszą, tańszą i bardziej niezawodną wersję respiratora Drinkera. Spotkało się to z oskarżeniami Drinkera o naruszenie praw patentowych. Podczas batalii prawnej Emerson wykazał, że wszystkie związane z żelaznym płucem patenty Drinkera były zgłoszone przez inne osoby wcześniej. Emerson wygrał sprawę, a patenty Drinkera uznano za nieważne.